# Сад Коісікава Коракуен
35°42′20″ пн. ш. 139°44′57″ сх. д. / 35.705556° пн. ш. 139.749167° сх. д.
Сад Коісікава Коракуен (яп. 小石川後楽園, Коісікава Коракуен) — це стародавній японський сад, розміщений в районі Бункьо в Токіо.
Парк відкритий для відвідувачів щодня з 9:00 до 17:00, вартість квитка - 300 єн.

## Опис

### Історія
Роботи зі створення саду були розпочаті в 1629 році Токугавою Йоріфусою, дайме князівства Міто, і завершені його наступником Токугавою Міцукуні.
Міцукіні назвав сад «Кораку-єн» (Кораку означає «який дозволить одержати задоволення згодом»), що походить від відомої фрази з китайського есе «Юеян лоу цзи» ( кит.: 岳阳楼记 岳阳楼记, «Записки про Юеянску вежу»), автором якого був Фань Чжун'янь : на його думку, благородні люди «раніше всіх журяться над горем Піднебесної і після всіх насолоджуються її радощами» (  先天下之忧而忧，后天下之乐而乐 先天下之忧而忧,后天下之乐而乐).

### Дизайн парку
Дизайн парку відображає значний китайський вплив, багато ідей його дизайну в той час були новими для Японії і згодом багаторазово відтворювалися в інших садах. Зокрема, вперше був використаний принцип відтворення знаменитих пейзажів в мініатюрі - таким чином, прогулянка по парку перетворювалася в подорож по найкрасивіших місцях Японії і Китаю: можна було побачити священну гору Фудзіяма, знаменитий храм Монастир Кійомідзу в Кіото, оспіване поетами Західне озеро в Китаї і багато іншого.

## Галерея
|  |  |  |  |